# Kirsty Barton
Kirsty Barton (29 de maio de 1992) é uma futebolista inglesa que atua como meio-campista. Atualmente joga pelo Brighton & Hove Albion. Começou sua carreira de juventude no Chelsea, onde permaneceu por sete anos. Assinou pelo Brighton & Hove Albion em 2011 e é atualmente a jogadora mais antiga do clube. Barton foi fundamental para ajudar as gaivotas a passar da terceira divisão do futebol feminino inglês para sua posição atual na FA WSL [en], a primeira divisão do futebol feminino da Inglaterra.